# Euphyia nigrolineata
Euphyia nigrolineata là một loài bướm đêm trong họ Geometridae.